# Garray
Garray település Spanyolországban, Soria tartományban. Garray Soria, El Royo, Villar del Ala, Rebollar, Soria, Almarza, Fuentelsaz de Soria, Fuentecantos és Velilla de la Sierra községekkel határos. Lakosainak száma 785 fő (2024).

## Népesség
A település népessége az elmúlt években az alábbi módon változott:
| Lakosok száma | 459  | 498  | 530  | 576  | 629  | 698  | 745  | 732  | 759  | 785  |
|               | 2001 | 2004 | 2007 | 2009 | 2012 | 2014 | 2017 | 2019 | 2022 | 2024 |